# سيكو غاساما
سيكو جاساما قالب:Lang-mul هو لاعب كرة قدم إسباني وسنغالي في مركز الهجوم، ولد في 6 مايو 1995 في جرانوليريس في إسبانيا. لعب مع رايو فايكانو ب وريال بلد الوليد ب ونادي ألميريا ونادي بادالونا ونادي سان أندرو.

## وصلات خارجية
- سيكو جاساما على موقع قاعدة بيانات كرة القدم.إي يو (الإنجليزية)
- سيكو جاساما على موقع Soccerway.com (الإنجليزية)